# Dödlig puls
Dödlig puls (engelska: Flatliners) är en thrillerfilm från 1990 i regi av Joel Schumacher. I huvudrollerna ses Kiefer Sutherland, Julia Roberts, William Baldwin, Oliver Platt och Kevin Bacon. Filmen nominerades till en Oscar för sina ljudeffekter.

## Handling
Fem läkarstudenter, Nelson, Rachel, Labraccio, Joe och Steckel har börjat forska på ett tidigare okänt område, döden. De låter hjärtat stanna på varandra för att sedan återuppliva dem några minuter senare. Men efter uppvaknandet börjar de se hemska syner.

## Rollista i urval
- Kiefer Sutherland - Nelson
- Kevin Bacon - David Labraccio
- Julia Roberts - Dr. Rachel Mannus
- Oliver Platt - Randy Steckle
- William Baldwin - Dr. Joe Hurley
- Kimberly Scott - Winnie Hicks
- Joshua Rudoy - Billy Mahoney